# Улица Икшкилес (Рига)
Улица И́кшкилес (латыш. Ikšķiles iela) — улица в Латгальском предместье города Риги, в историческом районе Кенгарагс. Пролегает в северо-восточном направлении от перекрёстка улиц Маскавас и Румбас до улицы Локомотивес у железнодорожной линии Рига — Крустпилс. Служит границей микрорайонов Кенгарагс-3Б (нечётная сторона) и Кенгарагс-3В (чётная сторона).
Существует проект продления улицы Икшкилес по другую сторону улицы Маскавас, до берега Даугавы.

## История
Улица проложена при застройке Кенгарагса многоэтажными зданиями в 1968 году. Первоначально была названа улица Орлова — в честь Героя Советского Союза Михаила Орлова, родившегося и погибшего в Латвии. Современное название, в честь города Икшкиле, носит с 1991 года.
Выбор нового названия улицы был продиктован тем, что в Кенгарагсе в прошлом уже существовала улица Икшкилес. Она была проложена в 1930 году параллельно нынешней улице, но ближе к центру города — вдоль западной границы завода «Квадрат» (в советское время — «Красный квадрат») и далее к северу, в районе современных улиц Спалю и Булту, до железнодорожной линии. После начала застройки Кенгарагса многоэтажными домами улица Икшкилес постепенно была перепланирована и в 1979 году исключена из перечня рижских улиц («включена в состав жилого массива Кенгарагс-1»). Однако в топографическом атласе Риги, изданном в 1996 году, сохранившаяся часть бывшей улицы (вдоль территории завода «Квадрат») по-прежнему обозначена как улица Икшкилес.

## Транспорт
Общая длина улицы Икшкилес составляет 647 метров. Улица на всём протяжении асфальтирована, движение двустороннее, по одной полосе в каждом направлении. Средняя ширина проезжей части — 8 метров. На участке от улицы Прушу до улицы Локомотивес проложена линия троллейбуса № 15, на смежных улицах имеются остановки общественного транспорта «Ikšķiles iela».
На улице Локомотивес в створе улицы Икшкилес расположена железнодорожная станция Шкиротава.

## Застройка

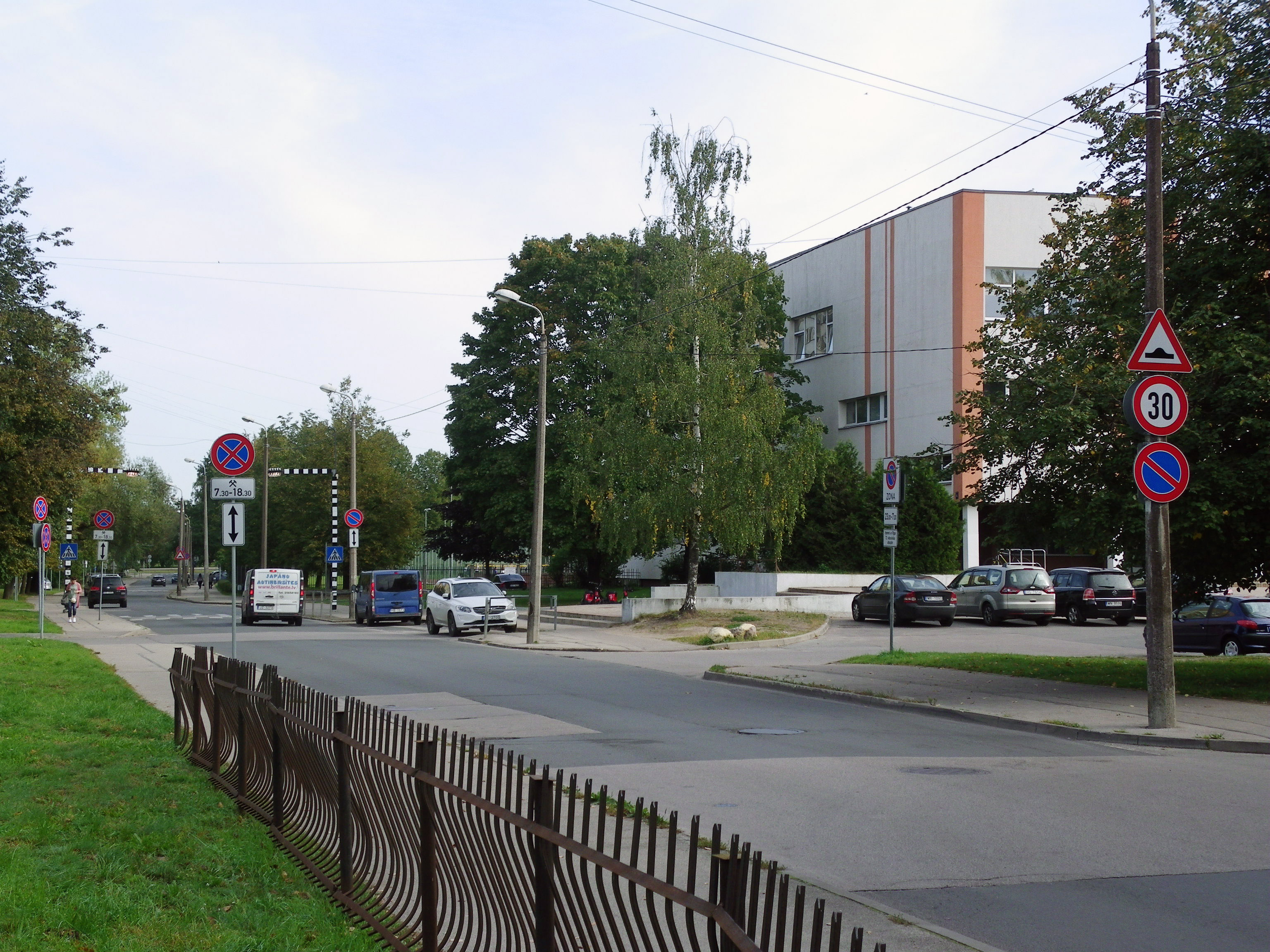
Улица Икшкилес у школы № 72

Основу застройки улицы Икшкилес составляют многоквартирные дома различных типовых проектов (до 4 до 12 этажей).
- Дом № 6 — средняя школа № 72 (1973) — на момент постройки самая крупная школа в Латвии[2].
- Дома № 8, 10, 12 — дошкольные детские учреждения, построены как детские сады и ясли в 1968—1970 годах[2].
- Угловой дом № 68 по ул. Локомотивес — построен как клуб военного городка (1969, переработанный типовой проект); в 1971—1972 переоборудован в ресторан «Русе», с 1990-х годов — торговый центр.

## Прилегающие улицы
Улица Икшкилес пересекается со следующими улицами:
- улица Маскавас
- улица Авиацияс
- улица Фестивала
- улица Прушу
- улица Локомотивес